# Споделено пътуване
Споделеното пътуване (или съвместно пътуване) е споразумение между шофьор и един или няколко пътници да пътуват заедно в едно МПС. Има различни начини хората да се съберат да пътуват заедно. В България най-популярен е автостопът, но това далеч не е единственият начин. Случва се колеги да пътуват заедно до работа или приятели да се организират и разпределят по коли за пътуване на дълго разстояние.
Един нов начин за споделено пътуване е намирането на спътници с помощта на информационни мрежи. Първоначално този метод възниква под формата на телефонна услуга или стени с картички по обществени места. С времето всичко се пренася в интернет и днес могат да се намерят множество сайтове, които предлагат такива услуги. Все още тази общност не е добре организирана и малко популярна. В страни като Германия, където тези мрежи са по-популярни има по няколко различни сайта, което води до разпръскване на обявите.
Тази услуга е известна по цял свят като carpool, rideshare (английски), covoiturage (френски) или като Mitfahrgelegenheit (немски). Тази възможност съществува и за други превозни средства. Ключов момент си остава помощта на интернета, тъй като дава на хората възможността за „live“ комуникация.
В услугата споделено пътуване има две страни: този, който има кола и ще пътува така и така (шофьор) и този, който няма кола, но иска да пътува (спътник). Чрез един определен сайт те установяват контакт. Спътникът се обажда или пише е-мейл на другата страна, договарят се и се срещат на определено място на тръгване. За пътуването пътникът заплаща предварително договорена цена. По този начин транспортът е бърз, евтин, щадящ околната среда и не на последно място играе важна социална роля на задълбочаване на контакта между населението от различни части на една страна или регион.